# Lustracija

Lustracija (lat. lustratio od glagola lustro = razsvetliti) je pojem iz starorimske religije, ki je označeval obredno čiščenje grehov, meditacijo in umirjanje lastne zavesti. 
V Evropi se v obdobju post-komunizma pojem uporablja za preverjanje in umikanje oseb, ki so bile povezane s preteklim komunističnim sistemom, iz javnega političnega življenja.
Uporaba v današnjih časih
Če se za nekoga naknadno ugotovi, da je sodeloval s komunizmom, še posebej s tajno komunistično policijo, in se s tem okoristil, se mu odvzame vse javne funkcije in pravica do nastopa v javnosti. Prvenstveno gre za način, s katerim se take ljudi označi za nedostojne ter neverodostojne za javno delo.
V državah bivšega Vzhodnega bloka kot so Češka, Slovaška, bivša Vzhodna Nemčija, Poljska, Madžarska, Bolgarija, Makedonija in Albanija pojem lustracija opisuje
preverjanje državnih uradnikov in drugih javnih oseb, še posebej politikov, na osnovi tajnih arhivov, ki opisujejo njihovo sodelovanje s totalitarnim režimom preko tajnih služb
politične policije, SDV in KOS. Zakon se ne izvaja v vseh državah enako, niti z enako močjo. Zakon je leta 2003 sprejela tudi Srbija, ker pa ni bil nikoli izvajan, so ga leta 2013 odpravili.
V Sloveniji pravnega okvira ali zakona o lustraciji ni. Do sedaj beležimo samo en (neuspešen) poskus dejanskega vlaganja zakona o lustraciji v parlamentarno proceduro s strani dveh manjših civilnih iniciativ.